# أولوبايو أديفيمي
أولوبايو أديفيمي (بالإنجليزية: Olubayo Adefemi)‏ (مواليد 13 أغسطس 1985 في لاغوس - نيجيريا توفي في 18 أبريل 2011 في كافالا اليونان) لاعب كرة قدم نيجيري لعب في مركز قلب الدفاع.

## روابط خارجية
- أولوبايو أديفيمي على موقع الاتحاد الدولي (مؤرشف)  (الإنجليزية)
- أولوبايو أديفيمي على موقع قاعدة بيانات كرة القدم.إي يو (الإنجليزية)
- أولوبايو أديفيمي على موقع ناشيونال فوتبول تيمز (الإنجليزية)
- أولوبايو أديفيمي على موقع Soccerway.com (الإنجليزية)
- أولوبايو أديفيمي على موقع عالم كرة القدم.نت (الإنجليزية)
- أولوبايو أديفيمي على موقع كووورة
- أولوبايو أديفيمي على موقع أوليمبيديا (الإنجليزية)